# جون هويل (سياسي نيوزيلندي)
جون هويل (بالإنجليزية: John Howell)‏ هو فلاح وسياسي نيوزيلندي، ولد في 1809 في إيستبورن في المملكة المتحدة، وتوفي في 25 مايو 1874 في سيدني في أستراليا.